# Матрас, Матеуш
Матеуш Матрас (пол. Mateusz Matras; род. 23 января 1991, Орнонтовице, Миколувский повят) — польский футболист, защитник мелецкой «Стали».

## Карьера
Воспитанник футбольной академии клуба «Гварек» из родного города. В 2010 году футболист перебрался в польский клуб «Пяст». Дебютировал за клуб 11 сентября 2010 года в матче против клуба «Долькан», выйдя на поле в стартовом составе. Затем футболист смог закрепиться в основной команде, став одним из ключевых игроков клуба. Дебютный гол за клуб футболист забил 17 марта 2012 года в матче против клуба «Погони». В 2012 году футболист вместе с клубом стал победителем польской Первой лиги, тем самым выйдя в высший дивизион. Свой дебютный матч в польском чемпионате футболист сыграл  17 августа 2012 года против «Гурника», выйдя на поле в стартовом составе и отличившись также результативной передачей. По итогу дебютного сезона футболист вместе с клубом завершил чемпионат на итоговом четвёртом месте, на одно очко отстав от призового места. В июле 2013 года футболист вместе с клубом отправился на квалификационные матчи Лиги Европы УЕФА, где по сумме втреч уступили азербайджанскому «Карабаху», а сам футболист отличился забитым голом. По окончании сезона в июне 2014 года покинул клуб.
В июле 2014 года футболист присоединился к щецинскому клубу «Погонь» на правах свободного агента. Дебютировал за клуб 18 июля 2014 года в матче против клуба «Подбескидзе», выйдя на поле в стартовом составе. Дебютный гол за клуб футболист забил 2 ноября 2014 года в матче против «Гурника». В клубе футболист был одним из ключевых игроков, выступая в амплуа центрального защитника и опорного полузащитника. В июле 2017 года футболист стал игроком клуба стал игроком «Лехии», однако закрепиться в основной команде у футболиста не вышло, также выступая за вторую команду клуба. В феврале 2018 года футболист перешёл в «Заглембе», однако и там сложилась такая же ситуация. В январе 2019 года футболист на правах арендного соглашения присоединился к «Гурнику». Футболист сразу же закрепился в основной команде клуба, который затем по истечении срока арендного соглашения полноценно выкупил футболиста.  
В августе 2020 года футболист перешёл в мелецкую «Сталь». Дебютировал за клуб футболист 23 августа 2023 года в матче против плоцкой «Вислы», выйдя на замену на 72 минуте. Футболист сразу же закрепился в основной команде мелецкого клуба. Дебютный гол за клуб футболист забил 4 марта 2021 года в матче против плоцкой «Вислы». В мае 2022 года футболист продлил свой контракт с клубом на год, также включив в него опцию продления ещё на один сезон. В июле 2023 года футболист вместе с клубом воспользовались автоматическим продлением контракта. Провёл свой 100 матч за клуб в рамках польского чемпионата 18 сентября 2023 года против «Заглембе».

## Международная карьера
Выступал за польские молодёжные сборные до 20 лет и до 21 года.

## Достижения
«Пяст»
- Победитель Первой лиги: 2011/12